# Matteo Jorgenson
Matteo Jorgenson (* 1. července 1999) je americký profesionální silniční cyklista jezdící za UCI WorldTeam Visma–Lease a Bike.

## Kariéra
Jorgenson se zúčastnil Tour de France 2022, na níž se díky své aktivitě dostat do několika úniků. Poprvé se před peloton dostal v desáté etapě, v níž se na něj přišli ke trati podívat jeho rodiče. Dojel čtvrtý, s tímto výsledkem však nebyl spokojen. V šestnácté etapě se utvořil třicetičlenný únik, do něhož se Jorgenson úspěšně zapojil. S blížícím se cílem byl mezi několika málo zbývajícími závodníky na čele závodu a na závěrečném sjezdu dne stíhal vedoucího jezdce Huga Houla. Spadl však z kola při průjezdu ostrou zatáčkou a kvůli tomu viditelně krvácel z ruky a nohy. I přesto však byl schopen dojet do cíle a získat další čtvrté místo.
Na Tour de France 2023 se Jorgenson dostal v deváté etapě do úniku čítajícího 14 závodníků. Zhruba 47 km před cílem ze skupiny sólo zaútočil. Na čele zůstal i po většinu závěrečného stoupání, Puy de Dôme, avšak 500 m před cílem ho dojel Michael Woods, jenž si následně dojel pro etapové vítězství. Jorgenson se v cíli nakonec propadl až na čtvrté místo.

## Hlavní výsledky
2017
Tour de l'Abitibi
5. místo celkově
Grand Prix Rüebliland
5. místo celkově
2018
Národní šampionát
2. místo silniční závod do 23 let
8. místo Chrono Kristin Armstrong
Rhône-Alpes Isère Tour
9. místo celkově
2019
Tour de l'Avenir
 vítěz bodovací soutěže
Giro della Friuli Venezia Giulia
vítěz 1. etapy (TTT)
Ronde de l'Isard
4. místo celkově
4. místo Trofeo Edil C
2021
Paříž–Nice
8. místo celkově
2022
Tour de La Provence
4. místo celkově
7. místo Mercan'Tour Classic
2023
Kolem Ománu
 celkový vítěz
 vítěz bodovací soutěže
 vítěz soutěže mladých jezdců
vítěz 3. etapy
Tour de Romandie
2. místo celkově
 vítěz soutěže mladých jezdců
4. místo E3 Saxo Classic
Tour of Guangxi
7. místo celkově
Paříž–Nice
8. místo celkově
9. místo Kolem Flander
Tour de France
 cena bojovnosti po 9. etapě
2024
Paříž–Nice
 celkový vítěz
 vítěz soutěže mladých jezdců
1. místo Dwars door Vlaanderen
Critérium du Dauphiné
2. místo celkově
 vítěz soutěže mladých jezdců
5. místo E3 Saxo Classic
Tour de France
8. místo celkově
2025
Paříž–Nice
 celkový vítěz
vítěz 3. etapy (TTT)
4. místo Dwars door Vlaanderen
9. místo E3 Saxo Classic

### Výsledky na etapových závodech
| Výsledky na Grand Tours        |      |      |      |      |      |      |
| Grand Tour                     | 2020 | 2021 | 2022 | 2023 | 2024 | 2025 |
| Giro d'Italia                  | —    | 98   | —    | —    | —    | —    |
| Tour de France                 | —    | —    | 21   | DNF  | 8    |      |
| Vuelta a España                | —    | —    | —    | —    | —    |      |
| Výsledky na etapových závodech |      |      |      |      |      |      |
| Závod                          | 2020 | 2021 | 2022 | 2023 | 2024 | 2025 |
| Paříž–Nice                     | —    | 8    | DNF  | 8    | 1    | 1    |
| Tirreno–Adriatico              | 46   | —    | —    | —    | —    | —    |
| Volta a Catalunya              | NS   | —    | —    | —    | —    | —    |
| Kolem Baskicka                 | NS   | —    | —    | —    | —    | —    |
| Tour de Romandie               | NS   | —    | —    | 2    | —    | —    |
| Critérium du Dauphiné          | —    | —    | 13   | 63   | 2    |      |
| Tour de Suisse                 | NS   | —    | —    | —    | —    | —    |

### Výsledky na klasikách
| Monument                 | 2020 | 2021 | 2022 | 2023 | 2024 | 2025 |
| ------------------------ | ---- | ---- | ---- | ---- | ---- | ---- |
| Milán – San Remo         | 17   | —    | —    | —    | —    | —    |
| Kolem Flander            | —    | —    | —    | 9    | 31   |      |
| Paříž–Roubaix            | NS   | 65   | —    | —    | —    |      |
| Lutych–Bastogne–Lutych   | 45   | 56   | —    | —    | —    |      |
| Giro di Lombardia        | —    | —    | —    | 23   |      |      |
| Klasika                  | 2020 | 2021 | 2022 | 2023 | 2024 | 2025 |
| Strade Bianche           | DNF  | —    | —    | —    | —    |      |
| Dwars door Vlaanderen    | —    | —    | —    | —    | 1    | 4    |
| E3 Saxo Bank Classic     | NS   | —    | —    | 4    | 5    | 9    |
| Valonský šíp             | 32   | 91   | 12   | —    |      |      |
| Clásica de San Sebastián | NS   | 65   | —    | —    |      |      |

| —   | Nezúčastnil se |
| DNF | Nedokončil     |
| JS  | Jede se        |